# Diceratobasis macrogaster
Diceratobasis macrogaster – gatunek ważki z rodziny łątkowatych (Coenagrionidae). Endemit Jamajki.